# Rosalyn Baxandall
Rosalyn Fraad "Ros" Baxandall (Nueva York, 12 de junio de 1939 – Nueva York., 13 de octubre de 2015) fue una académica, e historiadora del activismo feminista estadounidense, y una activa militante del feminismo en la ciudad de Nueva York.

## Carrera
Estuvo entre los primeros profesores, a partir de 1971, en el nuevo campus de la Universidad Estatal de Nueva York en Old Westbury (SUNY). En 1990, comenzó su carrera como profesora asociada de Estudios Americanos; y, se convirtió en profesora completa allí. En 2004 fue galardonada como "Distinguida Catedrática de enseñanza". Se jubiló en 2009. Tras su jubilación, se estableció una beca a su nombre y la de Barbara Joseph ("the Rosalyn Baxandall and Barbara Joseph Scholarship").
Después de la jubilación, enseñó en el Programa de Estudios Laborales de la Universidad de la Ciudad de Nueva York (CUNY) tanto como en la Cárcel de Mujeres de Bayview en Manhattan, y en la Bard Prison Initiative.
Fue oradora y comentarista frecuente sobre el Movimiento de liberación de las mujeres, la historia de las activistas feministas y los movimientos de activistas radicales. Especialmente en sus últimos años, Ros fue una defensora de los derechos de los palestinos, un compromiso que la llevó a editar una antología de películas sobre el conflicto palestino-israelí.

## Vida personal y educación
Baxandall era aborigen de New York City. Su madre, Irma London, fue curadora de arte del Medio Oriente en el Museo Brooklyn; y, su padre, Lewis M. Fraad, fue director del Departamento de Pediatría en el Hospital Municipal de Bronx; y, vicedecano de la Escuela de Medicina Albert Einstein. Rosalyn tuvo dos hermanas, Harriet Fraad Wolff (agosto de 1941), y Julie Fraad (1948).
El tío abuelo materno de Baxandall, Meyer London, fue un Representante del Congreso de EE. UU. elegido por el Partido Socialista en 1915. Y, uno de los 50 congresistas y seis senadores, opositores a la entrada de EE. UU. en la Primera Guerra Mundial.
Asistió al "Riverdale Country Day School" y luego al "Hunter High School", graduándose en 1957. Después de la escuela media, asistió al Smith College por un año y luego a la Universidad de Wisconsin-Madison, donde se graduó, en 1961, con una especialización en cultura francesa. Mientras estaba en la universidad, participó activamente en una lucha por la integración racial en los alojamientos universitarios.
Después de dejar Madison, con su pareja Lee Baxandall, pasaron un tiempo en Alemania, Hungría y Polonia, donde mantuvieron sus intereses en el teatro radical y el marxismo europeo. La experiencia solidificó sus convicciones de que el sistema soviético no ofrecía alternativas. Al volver a Nueva York, se inscribió en la Escuela de Trabajo Social de la Universidad de Columbia, obteniendo una maestría en trabajo social (MSW).
En 2015, después de un diagnóstico de cáncer incurable, Ros salió del hospital y organizó una fiesta para despedirse con cien asistentes. Falleció el 13 de octubre de 2015.

## Carrera temprana y activismo feminista
Comenzó a trabajar para "Mobilization for Youth" (Movilización para Jóvenes), una organización de servicios en Nueva York, fundada en 1961 por Frances Fox Piven y Richard Cloward, donde dirigió a grupos juveniles y comenzó un centro de cuidados de día. Tradujo artículos franceses para los diarios de la Nueva Izquierda Liberation y Viet Report.
Líder desde los primeros días del movimiento de liberación de mujeres de la ciudad de Nueva York; y, Baxandall fue miembro fundador de New York Radical Women (Mujeres Radicales de Nueva York), establecido en 1967, donde publicó los bien conocidos Notes from the First Year (1968) y Notes from the Second Year (1970).
También fue miembro de Redstockings, creado en 1969; WITCH (el acrónimo en inglés, para Women's International Terrorist Conspiracy from Hell (Conspiración Terrorista Internacional de las Mujeres del Infierno), que surgió como una separación de "New York Radical Women" ("Mujeres radicales de Nueva York"), enfatizando el cambio político más que el cambio personal; "No More Nice Girls" ("No más chicas bonitas"); y CARASA (Coalición por los Derechos del Aborto y Contra el Abuso de la Esterilización) ".
Fue miembro del Grupo Feminista Marxista # 1 de la costa este, un grupo de discusión informal de eruditos sobre feminismo socialista.
Poco después de que naciera su hijo, ella y otros padres fundaron "Liberation Nursery", una cooperativa que continúa como una guardería hoy. En 1968, Baxandall apareció en el Programa de TV de David Susskind, con sus compañeras feministas Kate Millett, Anselma Del'Olio y Jacqui Ceballos. También, en 1969, fue la primera oradora en el histórico discurso sobre el aborto en la Iglesia Metodista de Washington Square.

## Obra

### Algunas publicaciones

#### Libros
- Rosalyn Baxandall, Linda Gordon, ed. (2001). Dear Sisters: Dispatches from the Women's Liberation Movement. Basic Books. ISBN 978-0-465-01707-2.
- Rosalyn Baxandall, Elizabeth Ewen (2000). Picture Windows, How the Suburbs Happened, 1945–1987. Basic Books. ISBN 978-0-465-07013-8.
- Rosalyn Fraad Baxandall, Linda Gordon, Susan Reverby, ed. (1976). America's Working Women. W. W. Norton & Company. ISBN 978-0-393-31262-1. (revised ed. 1995)
- Rosalyn Fraad Baxandall, Elizabeth Gurley Flynn (1987). Words On Fire: The Life and Writing of Elizabeth Gurley Flynn (Douglass Series on Woman's Lives and the Meaning of Gender). Rutgers University Press. ISBN 978-0-8135-1241-9.

Ella ha escrito muchos artículos publicados en revistas y revistas, incluyendo, a:
- Second-Wave Soundings (Sondeos de la Segunda Ola) con la coautoría de Linda Gordon en The Nation
- Re-Visioning the Women's Liberation Movement's Narrative: Early Second Wave African American Feminists (Re-visionando la narrativa del Movimiento de Liberación de la Mujer: Temprana Segunda Ola de Feministas Afroamericanas) en Feminist Studies,[15][16] así como la autoría del folleto Women and Abortion: The Body as Battleground (Mujeres y aborto: el cuerpo como campo de batalla).[17]

Su trabajo también está en varias antologías, incluyendo, a:
- A Companion to American Women's History;[18]
- Red Diapers: Growing Up in the Communist Left;[19]

- Technology, the Labor Process and the Working Class: Essays;[20]

- Encyclopedia of the American Left.[21]

Escribió una introducción a una nueva colección de obras de Clara Zetkin:
- "Clara Zetkin: Selected Writings.[22]

Ella es entrevistada en la película de 2005 por Gillian Aldrich y Jennifer Baumgardner, I Had An Abortion (Tuve un Aborto).
Algunos de sus artículos sobre el movimiento de liberación de mujeres están disponibles en las Colecciones Especiales de la Biblioteca de la Universidad de Duke; Los documentos de su trabajo con Linda Gordon se encuentran en la Biblioteca Tamiment y Archivos Laborales Robert F. Wagner, de la Universidad de Nueva York. Una extensa colección de sus trabajos, entrevistas y cartas se encuentran en una colección en la Biblioteca Radcliff en la Universidad de Harvard.